# Carlos Antonio del Río Rodríguez
Carlos Antonio del Río Rodríguez (San Antonio, Texas 10 de mayo de 1929 – Ciudad de México, 10 de septiembre de 2009) fue un abogado, profesor en la Universidad Nacional Autónoma de México UNAM, ministro y presidente de la Suprema Corte de Justicia de la Nación.

## Infancia
Carlos Antonio del Río Rodríguez nació en San Antonio, Texas el 10 de mayo de 1929. Sus padres fueron el doctor Francisco del Río, originario de Veracruz, y la yucateca María Rodríguez y Martínez. Nació en Estados Unidos, ya que su padre fue desterrado por el presidente Calles. Hasta el sexenio de Manuel Ávila Camacho (1940-1946), la familia del Río regresó a México y Don Francisco del Río se convirtió en embajador de México en el período de agosto de 1948 a marzo de 1950. Carlos vivió una infancia muy agitada por los constantes viajes que realizó con su familia, debido al oficio de su padre.

## Estudios
En el 1934 inició la primaria en las escuelas Beacon Hill y Central Catholic, las cuales se encontraban en San Antonio. Asimismo, asistió al Lycée Francais de Montevideo y al colegio Franco Español de la Ciudad de México. Sus estudios secundarios los hizo en el Franco Español y en el colegio canadiense,  The Royal Ottawa Collage. En 1945 entró al colegio Francés de Morelos, en el cual completó la preparatoria. Fue así como en 1947, ya con la preparatoria terminada, don Carlos del Río decidió entrar a la Escuela Nacional de Jurisprudencia de la UNAM. No obstante, interrumpió sus estudios y viajó a Francia un año por las labores diplomáticas de su padre. En 1950 regresó a la Facultad, para cuatro años más tarde titularse como abogado.
El área del Derecho que más le interesó fue la fiscal. Incluso, su tesis profesional llevó por nombre “La Ley Federal del Impuesto sobre Ingresos Mercantiles y su jurisprudencia”. El abogado presentó su tesis a los licenciados Jorge I. Aguilar, Francisco Ruiz de la Peña y Ezequiel Burguete, así como a los doctores Guillermo López Velarde y Ricardo García Villalobos.

## Administración pública
Entre 1950 y 1953 fue pasante de economía en el Departamento de Estudios Económicos y Balanza de Pagos del Banco de México. En 1954 colaboró en el Departamento de lo Contencioso de la Procuraduría Fiscal de la Federación. Seis años después consiguió el cargo de Jefe de Sección de Aduanas, Pensiones y Estudios Hacendarios del Departamento de lo Contencioso.
El Ministro Del Río también incursionó en el ámbito de la docencia. En 1956 impartió un curso de Legislación Fiscal en el Instituto de Ciencias Sociales, Económicas y Administrativas. Cuatro años después, obtuvo el título de Contador Público reconocido por la Secretaría de Educación Pública. En ese mismo año, el Lic. Francisco Ruiz de la Peña lo hizo su adjunto para que lo ayudara con la cátedra de Derecho Administrativo de la UNAM.

## Magistrado del Tribunal Fiscal de la Federación
Dado sus conocimientos como experto en derecho fiscal, por acuerdo presidencial se le designó el cargo de Magistrado del Tribunal Fiscal de la Federación el 16 de abril de 1963. Con dicho cargo, sus objetivos fueron agilizar el trabajo institucional para optimizar resultados. Asimismo logró mejorar las condiciones laborales de todo el personal a su cargo. En enero de 1964 reinició sus actividades académicas. Por un lado, continuó sus estudios para lograr el Doctorado en Derecho. Por otro lado, asumió la titularidad de la cátedra de Segundo Curso de Derecho Administrativo de la UNAM, la cual impartió hasta 1969.
En 1965 concluyó sus estudios de doctorado y ese mismo año fue elegido Presidente del Tribunal Fiscal de la Federación. Por su excelente desempeño fue reelecto para dicho cargo de 1966 a 1969. Sus objetivos fueron evitar el rezago en la resolución de asuntos y mejorar las condiciones laborales del personal a su cargo. Participó también en la elaboración del Código Fiscal de la Federación y la ley Orgánica del Tribunal Fiscal de la Federación que entraron en vigor en 1967.

## Ministro de la Suprema Corte de Justicia de la Nación
En enero de 1969 el presidente de la República, lic. Gustavo Díaz Ordaz, decidió nombrarlo ministro numerario del Alto Tribunal. Así, inició su cargo ese mismo mes siendo adscrito a la Segunda Sala, donde por sus cualidades juristas y administrativas fue nombrado su presidente, continuó con dicho cargo entre 1970 -1971 y 1983 -1984. Dicho cargo lo realizó sin abandonar sus actividades de docente, ya que 1975 aceptó la titularidad de la cátedra de Servicios Públicos del doctorado en Derecho de la UNAM.  Contribuyó también en la inspectoría del Semanario Judicial de la Federación de 1984 a 1986. En abril de 1986 fue elegido presidente de la Suprema Corte de Justicia de la Nación, puesto que desempeñó por los siguientes cuatro años. No obstante, por motivos personales se retiró del cargo al final de 1990.

## Reelección como Presidente de la Suprema Corte de Justicia de la Nación
Palabras pronunciadas por el señor ministro Carlos del Río Rodríguez, con motivo de su reelección como Presidente de la Suprema Corte de Justicia de la Nación. 2 de enero de 1990.
“SEÑORAS Y SEÑORES MINISTROS:
Nuevamente he sido honrado con el voto mayoritario para ocupar un año más la presidencia de esta Suprema Corte de Justicia. Mucho agradezco la nueva prueba de confianza y trataré de demostrar ser merecedor de ella.
El sendero a recorrer durante 1990 no será fácil, pero está claro. Debemos redoblar esfuerzos tanto en el aspecto jurisdiccional como en el administrativo.
Por lo que atañe a nuestra función primordial, no podemos desconocer que durante 1989 el Tribunal Pleno despachó menor número de asuntos que los fallados en 1988, a pesar de haber celebrado más sesiones públicas. La complejidad de los asuntos ameritó un estudio profundo que llevó más tiempo, pero sin lugar a duda habría que estudiar qué nuevos métodos debemos adoptar para procurar incrementar el despacho del Pleno y así evitar que pueda presentarse el espectro del rezago. Entre las soluciones posibles existe la propuesta hecha por un grupo de ministros consistente en un cambio en la forma de designación de ministro ponente, atendiendo a la manera y no al turno, como ocurre en la actualidad. Además, habrá que coordinar la formulación de proyectos para que en la misma sesión se listen aquellos que traten leyes o temas iguales, y así establecer las tesis de jurisprudencia que permitan enviar un importante número de asuntos a las Salas.
Por otra parte, es indiscutible que el crecimiento del Poder Judicial Federal ha hecho que los requerimientos…en lo administrativo se hayan multiplicado, sigue siendo de primordial importancia reforzar y reorganizar las diferentes direcciones administrativas. Como un apoyo fundamental en el reforzamiento y reorganización es indispensable seguir adelante con la automatización, sobre todo en lo referente a programación y presupuesto. Todo desarrollo en el aspecto administrativo debe contar con el soporte de un estricto control presupuestal, lo cual podrá lograrse con observar cómo se comporta el gasto en cada uno de los centros de costo. Además, la Comisión de Gobierno y Administración tendrá que analizar, estudiar y adoptar los métodos y sistemas que aconseja la técnica moderna para lograr que el presupuesto de egresos sea aplicado con la mayor eficiencia, lo cual redundará en el bien de la impartición de justicia.
Por último, y sin que ello implique que considere que sólo estas sean las únicas metas que debemos fijarnos para 1990, habrá que estudiar la conveniencia de expedir un nuevo reglamento interior de la Suprema Corte de la Justicia de la Nación, y en él plasmar las normas que contengan los nuevos y modernos procedimientos que se han venido practicando bajo el nombre de “acuerdos plenarios”.
Señoras y señores ministros:
1989 fue un año que dejará una profunda huella en la historia del Poder Judicial Federal. Así como 1989 fue un año de cambios tanto en materia judicial como administrativa, 1990 tendrá que ser un año en que aprovechemos las experiencias vividas, enmendemos los errores y sigamos adelante en lo que ha probado ser positivo. Yo me comprometo a desarrollar… un esfuerzo redoblado para lograr los objetivos señalados. Cerremos filas; olvidemos lo que nos pudiera dividir y juntos trabajemos en bien de México.
Muchas gracias”.

## Retiro voluntario del cargo de ministro numerario y presidente del alto tribunal
Extracto de las palabras pronunciadas por Carlos del Río Rodríguez durante la sesión pública solemne celebrada por el Tribunal Pleno, con motivo de su retiro voluntario del cargo de ministro numerario y presidente del alto tribunal. 12 de febrero de 1991.
“Los 28 años transcurridos, primero en el tribunal Fiscal y después en la Suprema Corte de Justicia, me han revelado aspectos de la función del juzgador que no señalan los textos ni se aprenden en la Universidad; sólo se descubren en su ejercicio. Es éste el que, como práctica cotidiana, lleva a entender lo singular de tal función, cuya esencia es la imparcialidad. Entonces se advierte, se siente, que el juez es la figura central del Derecho, y sobre todo, de la justicia; que “un ordenamiento jurídico se puede concebir sin leyes, pero no sin jueces”, como dice el eminente Francesco Carnelutti.
…En varias ocasiones expresé que en la impartición de justicia el juzgador debe contar con la esforzada voluntad de dar a cada quien lo suyo; y que por ello para un juez no es suficiente ser un técnico del Derecho o un teórico consumado; pero que un Ministro de la Suprema Corte tenía que ser, además, por encarnar la máxima esperanza de quien ha sufrido mengua en sus más caros derechos, un estadista, un incansable buscador de la verdad y un realizador de los ideales de la justicia. En definitiva, el problema de la injusticia no se resuelve si el juzgador solamente cuenta con una gran ciencia o con un acervo cultural o doctrinario impresionante, sino que es necesario que lo anime el propósito inquebrantable de impartir justicia y de determinar qué es lo suyo de cada quien. Al juez toca descubrir la verdad; la verdad que se vuelve justicia plena si se hace respetar.
A la Suprema Corte, a los Tribunales Unitarios y Colegiados y a los juzgados de Distrito, corresponde esa tarea; esa hermosa misión”.

## Libro de apoyo
El libro que más influyó en la carrera del ministro fue Elogio de los jueces escrito por Piero Calamandrei.

## Asesinato de Colosio
Luis Donaldo Colosio le tenía mucho respeto al ministro del Río. Así, el miércoles 23 de marzo de 1994, el ministro se encontraba al lado de él en Tijuana. Sin embargo, a don Carlos no le gustaban los eventos políticos, pues no quería que pensaran que era político. Por esta razón, se retiró antes del atentado.

## Embajador de Portugal y litigante en la Ciudad de México
Aceptó el cargo de embajador de México en Portugal del 1 de abril de 1991 a 30 de marzo de 1993, posteriormente se convirtió en asesor del entonces presidente de México, Carlos Salinas de Gortari. Además, en ese mismo año fue socio de una firma de abogados.
Respecto a sus labores docentes, alcanzó el grado de maestro numerario de Derecho Constitucional y Amparo de la Facultad de Derecho de la UNAM, cátedra que desempeñó por 10 años más, hasta que nuevamente por problemas de salud, tuvo que renunciar. En 1961 fue necesario reformar el delito de contrabando del Código Fiscal de la Federación, por lo que el ministro integró las comisiones de la Secretaría de Hacienda y Crédito Público. Del mismo modo, se reformó el Código Aduanero.
Otra comisión importante de la que fue parte el ministro fue la que se formó para la elaboración de un nuevo Código Fiscal de la Federación (1963-1965).

## Fallecimiento
Falleció el 10 de septiembre de 2009 en la Ciudad de México. Después, el 17 de septiembre de 2009, la SCJN le rindió un homenaje póstumo al ministro. El presidente del Alto Tribunal, ministro Guillermo I. Ortiz Mayagoitia, reconoció la trayectoria del ministro Del Río y su extraordinaria calidad de ser humano. En especial, se destacó la importancia de su labor como jurista en las jurisprudencias de la séptima y de la octava época en materia fiscal y agraria.